# Gaspard Claude François de Chabrol
Gaspard-Claude-François, comte de Chabrol (16 juin 1740, Riom - 5 décembre 1816, Riom), est un homme politique français.

## Biographie
Il est le fils cadet de Guillaume-Michel Chabrol (1714-1792), avocat du roi au présidial de Riom, puis conseiller d'État.  
Gaspard-Claude-François est, comme son père, un magistrat: il est lieutenant criminel de la sénéchaussée de Riom (dès vent 1773).  
Le 24 juillet 1789, l'assemblée de la noblesse de cette sénéchaussée, présidée par son père, l'élit député suppléant de la noblesse aux états généraux. Il est admis à siéger dès le 16 septembre suivant, en remplacement du comte de Langeac, démissionnaire. Il prend place au côté droit, où il se fait peu remarquer. 
Arrêté comme suspect et incarcéré pondant la Terreur, il est rendu à la liberté en 1795, et vit dans la retraite jusqu'à la Restauration. 
Il est nommé, en 1815, président du collège électoral de département du Puy-de-Dôme, et créé comte par lettres-patentes du 27 janvier 1816, lesquelles attribuent le même titre à ses cinq enfants mâles.
Il épouse en premières noces, en 1766, Jacqueline Dufraisse du Cheix (1738-avant 1766), sœur d'Amable Gilbert Dufraisse du Cheix, sans descendance, et, en secondes noces, le 3 février 1766, Madeleine Marguerite de Vissaguet (1746-1798). Ils sont les parents de :
- Guillaume-Michel de Chabrol-Tournoël (1770-1823)
- Antoine-Joseph de Chabrol de Chaméane (1770-1859)
- Christophe de Chabrol de Crouzol (1771-1836)
- Gaspard de Chabrol (1773-1843).